# Maianço
Maianço és una localitat de São Tomé i Príncipe al districte de Lobata, al nord de l'illa de São Tomé. La seva població és de 655 (2008 est.). Es troba a un ramal de la carretera que enllaça amb l'EN-1 amb São Tomé a l'est i Neves a l'oest. Limita a l'oest amb Boa Entrada, al nord amb Conde, a l'est amb Santo Amaro, i al sud amb el districte de Cantagalo.

## Evolució de la població
| 2001 | 2008 |
| 575  | 655  |